# Cratere Kollwitz
Kollwitz  è un cratere sulla superficie di Venere. Deve il suo nome all'artista tedesca Käthe Kollwitz.